# Tomás Francisco, Príncipe de Carignano
Tomás Francisco, Príncipe de Carignano (em italiano: Tommaso Francesco di Savoia; 21 de dezembro de 1596 – 22 de janeiro de 1656) foi um príncipe da Casa de Saboia, filho do Duque soberano daquele principado italiano. Tomás Francisco foi um reputado comandante militar que, sendo o 5.º filho de Carlos Emanuel I, Duque de Saboia, procurou a fortuna pelas armas, tendo comandado em campos opostos exércitos espanhóis e franceses. Enquanto membro da Casa de Saboia do século XVII personificou bem a ambivalência da sua nação nos conflitos entre os Bourbons e os Habsburgos pelo domínio continental. Foi o fundador do ramo de Saboia-Carignano que haveria de gerar os Reis da Sardenha (de 1831 a 1861), depois Reis de Itália até à deposição da dinastia em 1946.

## Descendência
| Nome                                      | Retrato | Longevidade                                  | Notas |
| ----------------------------------------- | ------- | -------------------------------------------- | --- |
| Cristina Carlota de Saboia                |         | 1726 – morta no mesmo ano                    | Princesa de Saboia do nascimento à morte. |
| Luísa Cristina de Saboia                  |         | 1 de agosto de 1627 – 7 de julho de 1689     | Princesa Hereditária de Baden-Baden. Casou-se com Fernando Maximiliano, Príncipe Hereditário de Baden-Baden. O casamento produziu um filho. |
| Emanuel Felisberto, Príncipe de Carignano |         | 20 de agosto de 1628 – 21 de abril de 1709   | Príncipe de Carignano. Casou-se com Maria Ângela Catarina d'Este, uma descendente de César d'Este, Duque de Módena e Régio. O casamento produziu quatro filhos. |
| Amadeu de Saboia                          |         | 1629 – morto no mesmo ano                    | Príncipe de Saboia do nascimento à morte. |
| José Emanuel, Conde de Soissons           |         | 1631 – 1656                                  | Faleceu aos 25 anos de idade. |
| Eugénio Maurício, Conde de Soissons       |         | 8 de Outubro de 1716 – 18 de Janeiro de 1789 | Conde de Soissons e Dreux. Casou-se com Olímpia Mancini, filha de Miguel Lourenço Mancini (Michele Lorenzo Mancini) e de Jerónima Mazzarini (Geronima Mazzarini), sobrinha do então Primeiro-Ministro de França, o poderoso Cardeal Mazarino. O casamento oito filhos. |
| Fernando de Saboia                        |         | 1637 – morto no mesmo ano                    | Príncipe de Saboia do nascimento à morte. |

## Ascendência
| Tomás Francisco, Príncipe de Carignano | Pai:Carlos Emanuel I, Duque de Saboia | Avô paterno:Emanuel Felisberto, Duque de Saboia | Bisavô paterno:Carlos III, Duque de Saboia |
| Tomás Francisco, Príncipe de Carignano | Pai:Carlos Emanuel I, Duque de Saboia | Avô paterno:Emanuel Felisberto, Duque de Saboia | Bisavó paterna:Beatriz de Portugal         |
| Tomás Francisco, Príncipe de Carignano | Pai:Carlos Emanuel I, Duque de Saboia | Avó paterna:Margarida de Valois                 | Bisavô paterno:Francisco I de França       |
| Tomás Francisco, Príncipe de Carignano | Pai:Carlos Emanuel I, Duque de Saboia | Avó paterna:Margarida de Valois                 | Bisavó paterna:Cláudia de França           |
| Tomás Francisco, Príncipe de Carignano | Mãe:Catarina Micaela da Espanha       | Avô materno:Filipe II de Espanha                | Bisavô materno:Carlos I de Espanha         |
| Tomás Francisco, Príncipe de Carignano | Mãe:Catarina Micaela da Espanha       | Avô materno:Filipe II de Espanha                | Bisavó materna:Isabel de Portugal          |
| Tomás Francisco, Príncipe de Carignano | Mãe:Catarina Micaela da Espanha       | Avó materna:Isabel de Valois                    | Bisavô materno:Henrique II de França       |
| Tomás Francisco, Príncipe de Carignano | Mãe:Catarina Micaela da Espanha       | Avó materna:Isabel de Valois                    | Bisavó materna:Catarina de Médici          |